# Quincuagentanos

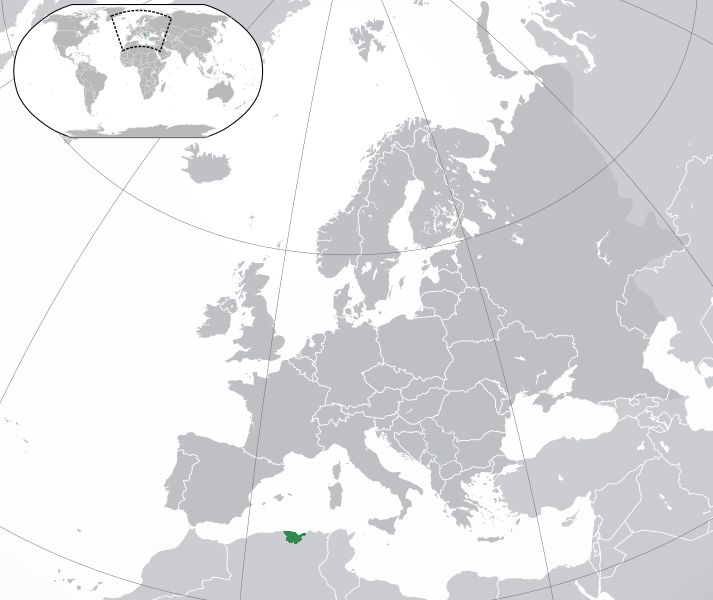
Mapa que muestra la región de Cabilia, en la que vivían los quincuagentanos antes de su rebelión.

Los quincuagentanos o Quinquegentiani fueron una liga de cinco pueblos bereberes de la antigüedad clásica en África. La confederación habitaba las tierras entre las ciudades de Saldae y Rusuccuru, una región que ahora se conoce como Cabilia.
Su territorio se encontraba en la frontera oriental de la provincia romana de Mauritania Cesariense, y aunque estaban oficialmente bajo el dominio romano, actuaban de manera muy autónoma.
Asolaron aquel territorio en tiempos de Diocleciano en contra de Roma. Sostuvieron al usurpador Juliano y fueron vencidos por Maximiano Hércules en 286.
El etnónimo Quincuagentanos significa "Gente de las Cinco Tribus" en latín. Esto sugiere que los quinquegentiani fueron una confederación de varias tribus bereberes diferentes en lugar de una sola tribu que cohabitaba su región.
Se conocen las cinco tribus que en el siglo II al III ocuparon esta región. Por esta razón, las tribus que constituyeron los quincuagentanos fueron probablemente: los toulensii, los baniouri, los tyndenses, los nababes y los massinissenses.